# 교리 교수
교리 교수(Catechesis)는 어린이들과 성인들을 위한 기초적인 기독교 종교 교육이다.

## 문답학교
문답학교(問答學校, catechumenal school)라는 말은 '말로써 가르친다'는 뜻이며, 문답방법에 의하여 교육하는 학교를 말한다. 이 학교의 목적은 아직 세례를 받지 않은 아동과 이교도(異敎徒)들에게 세례를 받게 하기 위한 준비교육을 실시하는 데 있었다. 단시일에 걸친 세례 후보자 양성교육을 실시하던 초기 수업 기간은 점차 길어져 2년 내지 3년으로 연장되었다. 교과내용은 그리스도교 교리에 관한 간단한 지식을 전달하며, 세례를 받기에 적당한 예비교육을 시켰다. 이 학교에서는 읽기·쓰기·셈하기 등에 관한 것은 그다지 중요시하지 않았고, 교육정도는 낮았으며, 교회학교에 지나지 않았다.

## 같이 보기
- 교리 문답